# Матвеев, Олег Петрович
Оле́г Петро́вич Матве́ев (1924—1945) — лейтенант Рабоче-крестьянской Красной Армии, участник Великой Отечественной войны, Герой Советского Союза (1945).

## Биография
Олег Матвеев родился 12 июня 1924 года в Туле. Окончил девять классов школы. В июле 1942 года Матвеев был призван на службу в Рабоче-крестьянскую Красную Армию. В 1943 году он окончил Саратовское танковое училище. С января 1944 года — на фронтах Великой Отечественной войны.
К январю 1945 года гвардии лейтенант Олег Матвеев командовал танком 49-й гвардейской танковой бригады 12-го гвардейского танкового корпуса 2-й гвардейской танковой армии 1-го Белорусского фронта. Отличился во время освобождения Польши. 16 января 1945 года экипаж Матвеева ворвался в город Сохачев и уничтожил 1 артиллерийское орудие, 25 автомашин и большое количество солдат и офицеров противника. 19 января в бою за город Любень-Куявски Матвеев с товарищами уничтожил 4 вражеских самолёта на аэродроме. 22 января экипаж Матвеева принял активное участие в освобождении Иновроцлава. 5 февраля 1945 года Матвеев погиб в бою. Похоронен в местечке Заментим на территории Польши.
Указом Президиума Верховного Совета СССР от 27 февраля 1945 года за «образцовое выполнение боевых заданий командования на фронте борьбы с немецкими захватчиками и проявленные при этом мужество и героизм» гвардии лейтенант Олег Матвеев посмертно был удостоен высокого звания Героя Советского Союза. Также был награждён орденами Ленина и Красной Звезды, медалью «За отвагу». Навечно зачислен в списки личного состава воинской части.
Имя Героя Советского Союза О. П. Матвеева носит школа № 29 города Тулы.